# Afryka Zachodnia

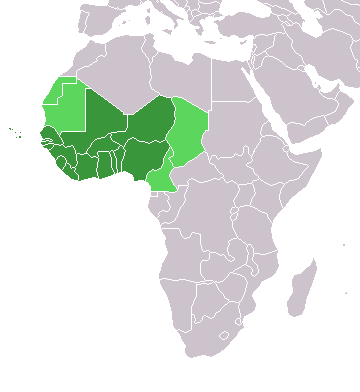
Państwa Afryki Zachodniej (kolor ciemnozielony: przynależność do regionu uznawana bezspornie, kolor jasnozielony: tylko według części klasyfikacji)

Afryka Zachodnia – umowna nazwa określająca tereny położone w Afryce na północ od Zatoki Gwinejskiej i na południe od Sahary. Obejmuje obszary zachodniego Sahelu, zachodniego Sudanu, a także częściowo tereny podrównikowych lasów deszczowych.

## Geografia
Organizacja Narodów Zjednoczonych do regionu Afryki Zachodniej zalicza następujące państwa:
- Benin
- Burkina Faso
- Gambia
- Ghana
- Gwinea
- Gwinea Bissau
- Liberia
- Mali
- Mauretania
- Niger
- Nigeria
- Senegal
- Sierra Leone
- Święta Helena (terytorium zależne)
- Togo
- Republika Zielonego Przylądka
- Wybrzeże Kości Słoniowej

Czasami do Afryki Zachodniej zalicza się także Saharę Zachodnią (najczęściej jednak wliczana jest ona do krajów Maghrebu), Czad i Kamerun (dwa ostatnie ONZ włącza do Afryki Środkowej). Ze względu na swoje położenie na Saharze Mauretania jest często wyłączana spośród państw Afryki Zachodniej.

### Warunki naturalne

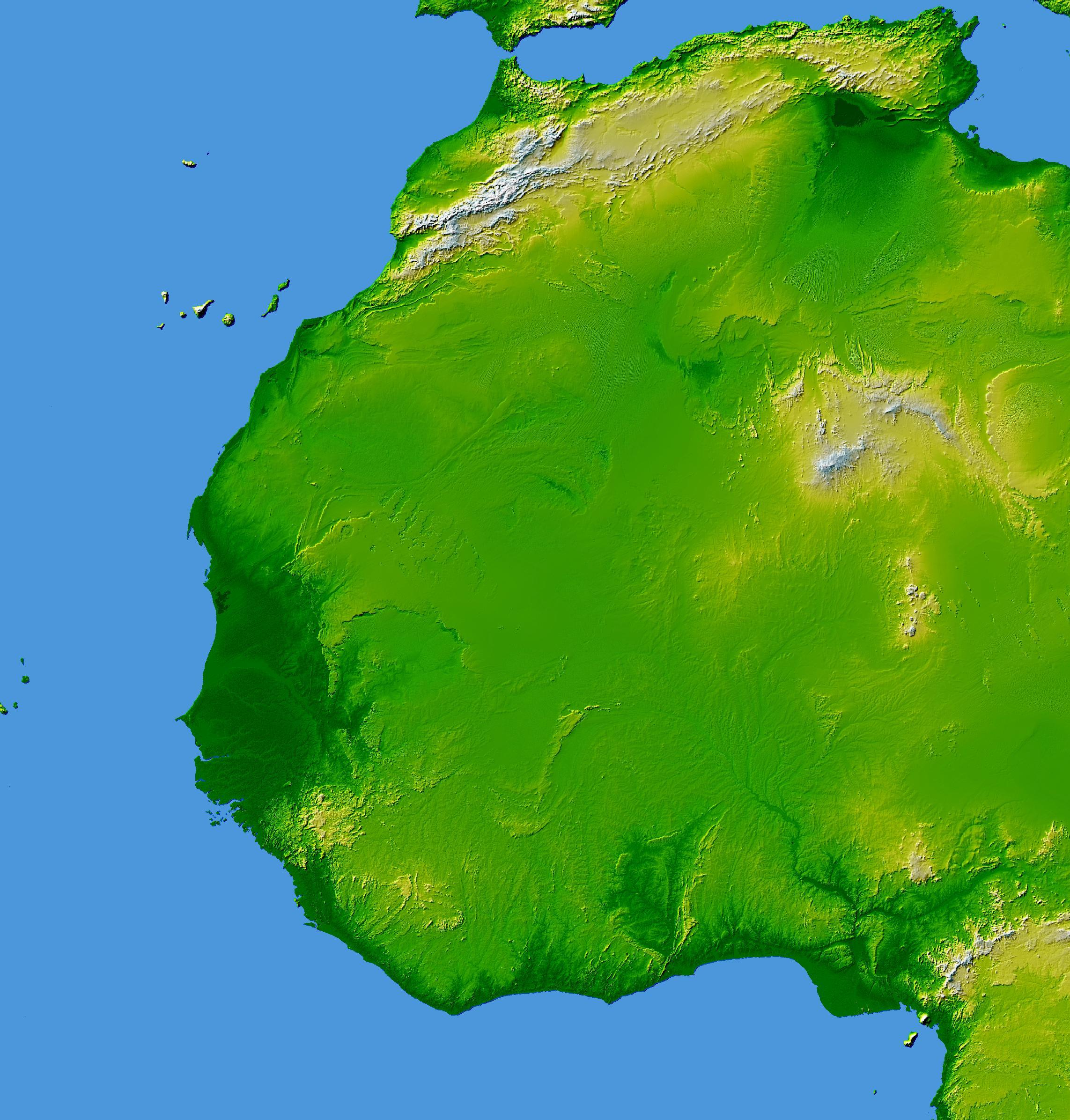
Topografia Afryki Zachodniej

Przeważającą część terytorium Afryki Zachodniej zajmują równiny z wysokością bezwzględną nieprzekraczającą 300 m n.p.m. – wyżej położone tereny występują tylko lokalnie: najwyższe wzniesienie w Afryce Zachodniej to Bintumani w Sierra Leone (1948 m n.p.m.) lub – jeśli uznać przynależność Kamerunu do tego regionu – Góra Kamerun (4095 m n.p.m.). Położenie w obszarze zachodniego Sudanu sprawia, że region ten cechuje się klimatem półsuchym z przeważającą roślinnością charakterystyczną dla obszaru sawann z porą suchą przeważnie w okresie od listopada do marca. Jedynie w obszarze wybrzeży Zatoki Gwinejskiej, zwłaszcza w południowo-wschodniej części regionu (na terytoriach Nigerii i Kamerunu), a także lokalnie wzdłuż rzek pojawia się wilgotny las równikowy. Na północnych terenach Afryki Zachodniej, leżących w strefie Sahelu, przylegającej bezpośrednio do Sahary, występuje duże zagrożenie pustynnieniem – tereny nadające się pod uprawy często występują tam jedynie wzdłuż rzek.
Przez obszar Afryki Zachodniej przepływa kilka ważnych rzek Afryki, m.in. Niger, Wolta, Senegal i Gambia.

## Języki urzędowe
W krajach Afryki Zachodniej obowiązują następujące języki urzędowe:
- angielski – Gambia, Ghana, Liberia, Nigeria i Sierra Leone
- arabski – Czad i Mauretania (wspólnie z francuskim) oraz Sahara Zachodnia
- francuski – Benin, Burkina Faso, Czad (wspólnie z arabskim), Kamerun, Gwinea, Mali, Mauretania (wspólnie z arabskim), Niger, Senegal, Togo, Wybrzeże Kości Słoniowej
- portugalski – Gwinea Bissau i Republika Zielonego Przylądka

## Etnografia

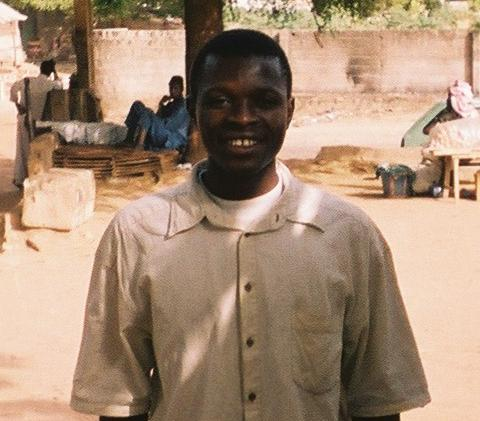
Gambijczyk z plemienia Wolofów

Miejscowa ludność obszaru Afryki Zachodniej, podobnie jak i praktycznie całego kontynentu afrykańskiego, jest silnie zróżnicowana pod względem etnicznym. Do najliczniejszych grup zaliczają się: Fulanie – rozproszeni po całym obszarze regionu, Bambara – zamieszkujący głównie tereny Mali, Aszanti w Ghanie, Hausa głównie w Nigerii, a także Mandinka, Wolofowie i Sererowie. Istotną rolę w historii regionu odegrali także wędrowni kupcy Diula, odpowiedzialni w przeszłości za rozprzestrzenienie się islamu w tej części świata.

### Lokalne języki
Przedstawiciele poszczególnych grup etnicznych posługują się własnymi językami, jednak z racji dużego przemieszania ludności – jedną miejscowość zamieszkuje często kilka grup – potrafią także porozumiewać się w kilku innych językach regionu. Kilka lokalnych języków funkcjonuje także w roli języków wehikularnych, do najważniejszych zaliczają się języki: hausa, wolof, czy fulfulde, a z kreolskich także krio i krioulo.

### Tradycyjne wierzenia

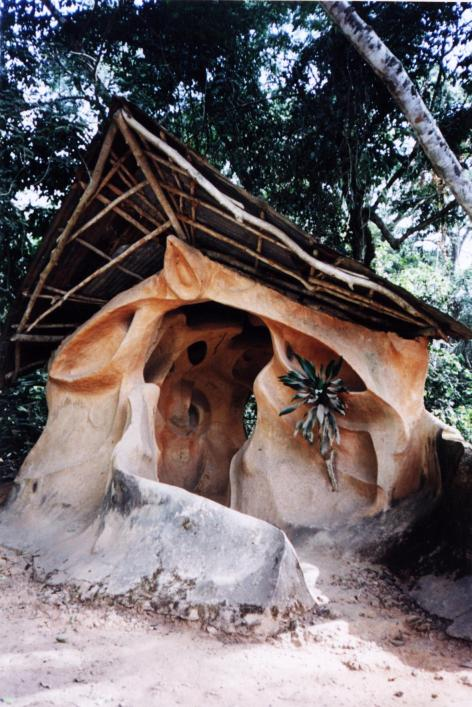
Świątynia Jorubów

Chociaż wiele grup ludnościowych przyjęło islam lub chrześcijaństwo, w wielu regionach wciąż żywe są również tradycyjne wierzenia. W obszarze Afryki Zachodniej wyróżnia się setki tradycyjnych religii, które posiadają jednak kilka cech wspólnych. Tak jak i w całej Afryce również i tutaj zdecydowaną większość tradycyjnych religii cechuje animizm, tj. przypisywanie życia i świadomości (duszy) elementom środowiska przyrodniczego i zjawiskom naturalnym. Drzewa, rzeki, góry itp. mogą być święte, ponieważ reprezentują bóstwa, są domem dla bóstw albo też – po prostu są bóstwami. Liczba takich bóstw, a także reprezentujące je zjawiska różnią się jednak w wierzeniach poszczególnych plemion. Komunikacja z nimi odbywa się często w świątyniach za pośrednictwem kapłanów lub – rzadziej – kapłanek, a także osobistej modlitwy.
Niektóre tradycyjne religie Afryki uznają istnienie istoty najwyższej lub stwórcy. Najczęściej jednak komunikacja z tą istotą możliwa jest tylko poprzez pomniejsze bóstwa lub duchy albo za wstawiennictwem przodków. Dlatego też w wielu tradycyjnych religiach afrykańskich istotną rolę odgrywa również kult przodków. Główną funkcją przodków jest ochrona plemienia lub rodziny, przodkowie mogą też okazywać swoje zadowolenie lub niezadowolenie. Jako gniew przodków często interpretowane są na przykład złe warunki pogodowe, złe zbiory i choroby. Wiele tradycyjnych religii afrykańskich uznaje, że przodkowie są prawowitymi właścicielami ziemi, którą wolno wykorzystywać, ale nie sprzedać.
Ważną cechą tradycyjnych religii afrykańskich jest także totemizm – pewne obiekty, a częściej zwierzęta są symbolem danego plemienia lub klanu. Do najczęściej spotykanych totemów w Afryce Zachodniej zaliczają się węże, krokodyle i niektóre gatunki ptaków.
Inną cechą tradycyjnych wierzeń afrykańskich jest występowanie fetyszów – świętych obiektów, mających chronić przed złem. W Afryce Zachodniej często występują tzw. grigri – małe skórzane amulety ze świętym obiektem wewnątrz – noszone na szyi. Są one popularne również wśród miejscowych muzułmanów, którzy wkładają do środka wersety z Koranu.

## Religia
Struktura religijna w 2015 roku, według The Association of Religion Data Archives:
- muzułmanie – 50,5%:
  - sunnici – 45%,
  - szyici – 4%,
- protestanci – 26,4%:
  - zielonoświątkowcy – 8,3%,
  - anglikanie – 6,7%,
  - baptyści, ewangelikalni, metodyści, kalwini i inni – 11,4%,
- katolicy – 10,8%,
- tradycyjne religie plemienne – 9,8%,
- pozostali chrześcijanie – 0,7% (w tym świadkowie Jehowy),
- brak religii – 0,3%,
- pozostali – 1,5%.

## Historia
Najstarsze ślady bytności człowieka współczesnego na terenach Afryki Zachodniej odkryto w obszarze Sahary, w północno-zachodnim Mali, środkowym Nigrze (na pustyni Tenere) i w północnym Czadzie. Znaleziono tam m.in. paleolityczne narzędzia i neolityczne malowidła naskalne. Sahara była w czasach prehistorycznych żyzną krainą sprzyjającą rozwojowi osadnictwa ludzkiego.

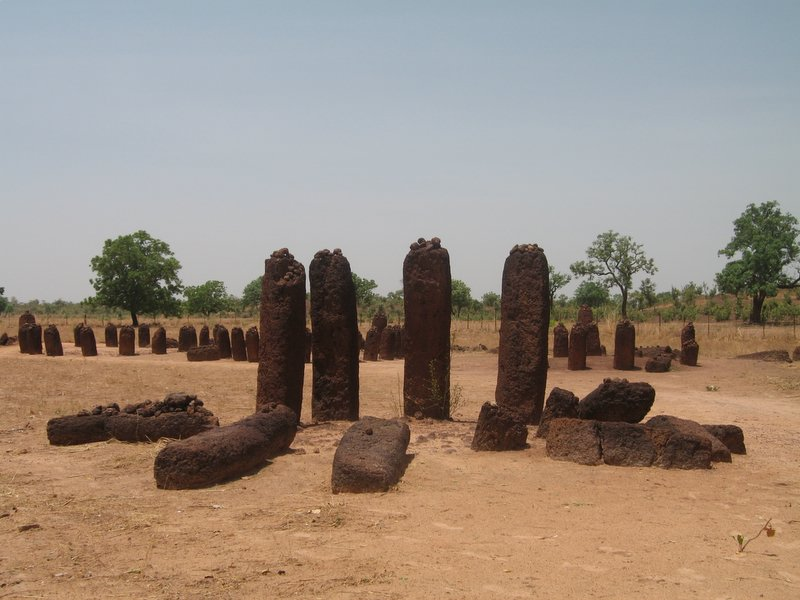
Kamienne kręgi Senegambii

W starożytności i średniowieczu (po wyschnięciu Sahary) sprzyjające warunki do rozwoju złożonych społeczności ludzkich panowały przede wszystkim w dorzeczu najważniejszych rzek regionu – Nigru, Senagalu, Gambii i Wolty. W połowie I tysiąclecia p.n.e. nad brzegami dolnego Nigru kwitła kultura Nok, która pozostawiła po sobie charakterystyczne terakotowe figurki przedstawiające ludzi o cechach negroidalnych.
We wczesnym średniowieczu (między VIII a XII stuleciem) w obszarze dorzecza Senegalu i Gambii rozwijała się natomiast bliżej nieznana kultura, po której pozostały zespoły kamiennych kręgów Senegambii. Są to najstarsze konstrukcje megalityczne w Afryce Subsaharyjskiej.

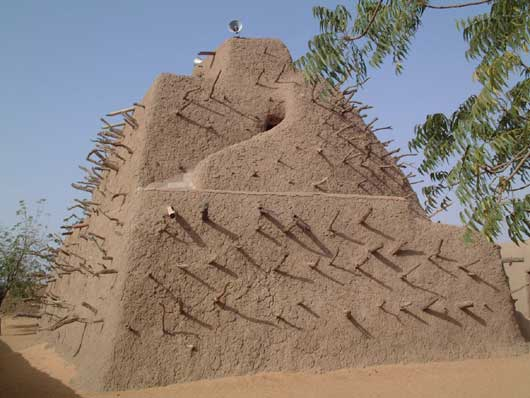
Grobowiec Askii w Gao – typowy przykład zachodnioafrykańskiej architektury okresu średniowiecznych królestw

Najlepsze warunki do rozwoju złożonych organizmów państwowych panowały w obszarze równiny Macina w dzisiejszym środkowym Mali, gdzie wylewy Nigru przyczyniają się do nawadniania okolicznych pól uprawnych. W średniowieczu powstały tu silne ośrodki afrykańskiej cywilizacji – Imperium Ghany i Imperium Mali. Państwa te utrzymywały relacje handlowe z wybrzeżem Morza Śródziemnego i Europą. Saharę przemierzały liczne karawany, wiozące towary z miast handlowych nad Nigrem, takich jak Timbuktu czy Gao. Po rozbiciu kolejnego na tych terenach królestwa Songhaj przez marokańskiego sułtana Ahmada al-Mansura w 1591 roku głównymi afrykańskimi ośrodkami handlu transsaharyjskiego stały się miasta imperium Kanem-Bornu nad brzegami Jeziora Czad.

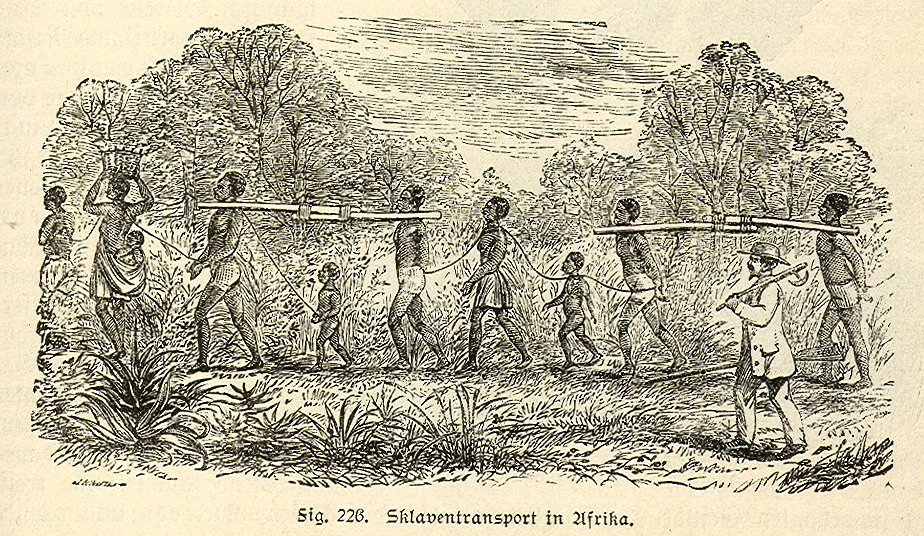
Transport niewolników na północnych brzegach Zatoki Gwinejskiej

Konkurencję dla południowosaharyjskich miast handlowych stanowiły jednak wówczas powstałe w epoce wielkich wypraw kolonialnych porty morskie nad brzegami Zatoki Gwinejskiej. Był to najgęściej zaludniony obszar Czarnej Afryki, z którego począwszy od XVI wieku Portugalczycy i Hiszpanie wywozili towary i niewolników. Głównym partnerem handlowym Europejczyków było wówczas położone w dorzeczu Wolty królestwo Aszantów, którzy sprzedawali złoto i niewolników w zamian za broń. Podobną rolę odegrały położone dalej na wschód królestwa Dahomeju i Beninu. To ostatnie było – zdaniem części badaczy – spadkobiercą wspomnianej kultury Nok, o czym świadczyć ma wytwarzane na tym obszarze bogactwo wyrobów rzemieślniczych, mających pewne cechy wspólne z figurkami okresu Nok. Kontakty handlowe z Europejczykami utrzymywało także przez krótki czas królestwo Dżolof w dorzeczu Senegalu, państwo to rozpadło się jednak w XVI wieku na mniejsze ośrodki władzy o znikomym znaczeniu.

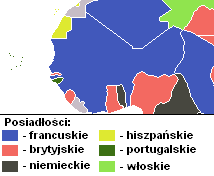
Afryka Zachodnia w 1898 roku

Kres rozwoju państw afrykańskich nastąpił w wieku XIX wraz z podbojami kolonialnymi Francji, Prus i Wielkiej Brytanii. Mocarstwa te podzieliły między siebie obszar Afryki Zachodniej, tworząc kolonie: Francuską Afrykę Zachodnią, Brytyjską Afrykę Zachodnią, a także niemieckie Togoland i Kamerun (te ostatnie zostały po I wojnie światowej podzielone między Francję i Wielką Brytanię). Rozpoczęła się wówczas gwałtowna modernizacja tych terenów, co nie doprowadziło jednak do całkowitego wyplenienia dawnych afrykańskich wierzeń i zwyczajów.
Wiek XX był dla Afryki wiekiem wyzwalania się z kolonializmu. Nowe niepodległe państwa musiały jednak borykać się z wieloma problemami, jak ubóstwo czy konflikty etniczne. Nierzadko dochodziło do krwawych wojen domowych, jak na przykład w Sierra Leone czy Liberii. Wiele obszarów wciąż pozostaje niespokojnych, czego przykładem są powstania Tuaregów w Nigrze czy nieustabilizowana sytuacja polityczna w Nigerii i Wybrzeżu Kości Słoniowej.

## Gospodarka

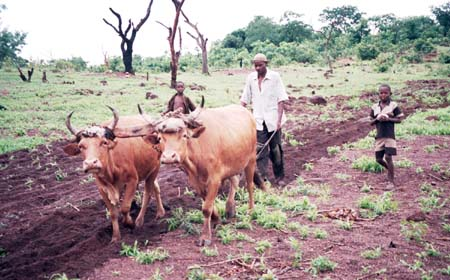
Tradycyjna uprawa roli w Gwinei

Gospodarka Afryki Zachodniej opiera się w przeważającej części na rolnictwie. Dominujący typ upraw zależy od warunków przyrodniczych w poszczególnych państwach. W strefie Sahelu i północnego Sudanu najważniejszą rośliną uprawną jest orzech ziemny (zwłaszcza w Senegambii i północnej Nigerii), a także proso i sorgo. Zasobniejsze w wodę wybrzeża Zatoki Gwinejskiej są natomiast zagłębiem upraw kakao i palmy oleistej. Na obszarach nadmorskich i na wodach wielkich rzek dużą rolę odgrywa także rybołówstwo.

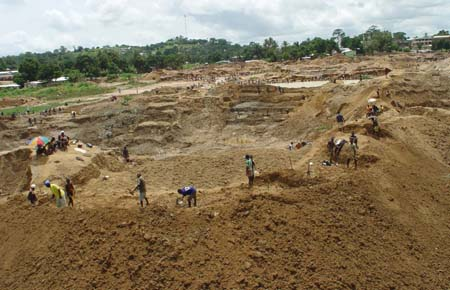
Kopalnia diamentów w Sierra Leone

Ważną gałęzią przemysłu na terenie Afryki Zachodniej jest także przemysł wydobywczy. Obszar Delty Nigru w południowo-zachodniej Nigerii jest miejscem największego wydobycia ropy naftowej na całym kontynencie afrykańskim. Na zachodnich wybrzeżach, zwłaszcza w Sierra Leone i Liberii gospodarka opiera się w dużej części na wydobyciu diamentów. W Gwinei dużą rolę odgrywają także złoża boksytów. Dla państw położonych na Saharze przemysł wydobywczy jest – z powodu skąpych płodów rolnych – często najważniejszą gałęzią przemysłu. W północnej Mauretanii ponad 90% ludności zawodowo czynnej zatrudnione jest przy wydobyciu rudy żelaza w rejonie masywu Kidjat Idżdżil w miastach Fudajrik i Zuwirat. W saharyjskiej części Nigru znajdują się natomiast bogate złoża uranu.
Wśród przemysłu przetwórczego, obecnego głównie w dużych ośrodkach miejskich, dominują włókiennictwo i przemysł spożywczy.

### Wspólnota ekonomiczna

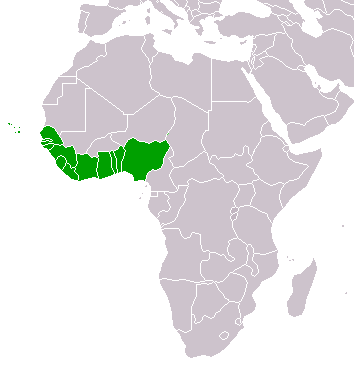
Państwa ECOWAS

Większość państw regionu należy do wspólnoty ekonomicznej ECOWAS. Wiąże się z tym między innymi zacieśniona współpraca między tymi krajami, a także dążenie do stworzenia wspólnego rynku. W większości francuskojęzycznych państw regionu (z wyjątkiem Mauretanii i Gwinei) oraz dodatkowo w Gwinei Bissau obowiązuje wspólna waluta – frank CFA. Kraje anglojęzyczne (Gambia, Liberia, Sierra Leone, Ghana i Nigeria) oraz Gwinea zachowały własne waluty, jednak istnieją plany dwustopniowego ujednolicenia systemu walutowego w Afryce Zachodniej: w pierwszej kolejności zaplanowano wprowadzenie wspólnej waluty dla wszystkich krajów anglojęzycznych (brak jest jednoznacznego stanowiska w sprawie ewentualnego zniesienia escudo z Republiki Zielonego Przylądka), a następnie jednej waluty dla całego regionu. W praktyce jednak prace przygotowawcze toczą się bardzo powoli i istnieje obecnie duże opóźnienie względem planów.

## Transport
Państwa Afryki Zachodniej, tak jak wszystkie kraje afrykańskie, cechuje dosyć niski poziom rozwoju transportu. Trzeba jednak zaznaczyć, że poziom rozwoju dróg, kolei czy lotnictwa jest wyższy niż np. w Afryce Wschodniej (Somalia, Sudan, Kenia) czy to z powodu ubóstwa tych krajów, czy to z powodu wojen, a także z powodu specyfiki klimatu. W Afryce Zachodniej sieć dróg jest słabo rozwinięta, ale w miarę adekwatna do ilości i wielkości miast, jakie tam się znajdują. Kraje Sahelu np. mają słaby poziom rozwoju dróg, z kolei kraje nad Zatoką Gwinejską mają więcej dróg, ale te często są niszczone przez gwałtowne ulewy tropikalne i osunięcia ziemi.
Sytuacja wygląda następująco:
Gwinea: 1100 km linii kolejowych, 30 000 km dróg, ale tylko 6000 jest asfaltowych. Przyczyną jest ubóstwo kraju, ale także klimat. Ulewne i gwałtowne opady, zwłaszcza na południu, powoduje, że drogi są często niszczone. Kraj nie jest bogaty, a w ciągu dnia potrafi spaść tyle deszczu ile w Polsce przez cały miesiąc. W Gwinei znajduje się kilka lotnisk, w tym jedno międzynarodowe.
Wybrzeże Kości Słoniowej: jest przykładem kraju bardziej rozwiniętego, uważanego za najbardziej rozwinięty kraj w Afryce Zachodniej. To przekłada się na transport – kraj ma dobrze rozwiniętą sieć dróg, choć nie jest ona równomiernie rozmieszczona. Kraj posiada w miarę dobrą żeglowność rzek i dobrze rozwiniętą żeglugę morską.
Ghana: stoi na podobnym poziomie co Gwinea, jest to kraj biedny, ale ma większą sieć dróg niż Gwinea – 36 700 km, z czego 32% jest utwardzonych. Także posiada kilka lotnisk i porty morskie. Sieć kolejowa ma głównie przemysłowe znaczenie.
Mali: jeden z najuboższych krajów świata. Ma zaledwie 13 000 km dróg, ale tylko połowa z nich jest przejezdna. Kraj posiada tylko jedną linię kolejową, która łączy Koulikoro nad Nigrem z Dakarem w Senegalu.